# HD 34137
HD 34137 è una stella di tipo spettrale K2III situata nella costellazione di Orione. Dista circa 2300 anni luce dal sistema solare e la sua magnitudine apparente è +7,24. La sua classificazione la pone nella categoria delle giganti arancioni.

## Distanza e ambiente galattico
HD 34137 ci appare debole per la distanza, che dalla parallasse misurata dal satellite Gaia è più del doppio di ciò che si pensava in precedenza, nonostante il margine d'errore sia piuttosto elevato. Nonostante una bassa temperatura superficiale (4200 K), con un raggio quasi 60 volte quello del Sole è una stella intrinsecamente molto luminosa, quasi un migliaio di volte più del Sole.